# Hitman: Sniper
Hitman: Sniper é um jogo eletrônico de tiro para Android e iOS, desenvolvido pela Square Enix Montréal e publicado pela Square Enix, e que faz parte da série Hitman. Apesar do lançamento internacional do jogo ter sido em 4 de junho de 2015, ele foi anunciado em junho de 2014 e lançado em 3 de outubro do mesmo ano apenas no Canadá. Controlando o protagonista principal da série, o Agente 47, o jogador tem uma visão em primeira pessoa empunhando um fuzil de precisão com o objetivo de assassinar sem chamar atenção, várias personalidades poderosas reunidas em um complexo à beira de um lago. O jogo oferece várias formas de eliminar os alvos e através da progressão das missões, o jogador desbloqueia armas mais poderosas e novas habilidades.

## Jogabilidade
Controlando o Agente 47, o protagonista de toda a franquia Hitman, o jogador é levado a assassinar à longa distância com um fuzil de precisão várias personalidades poderosas que se reuniram em três casas luxuosas à beira de um lago em Montenegro.
Hitman: Sniper é um jogo simples, pois os únicos movimentos principais que o jogador pode fazer é observar e atirar nos alvos em uma visão em primeira pessoa com uma mira telescópica equipada no fuzil; por ser em longa distância, o jogador está invulnerável ao contra-ataque, mas poderá falhar na missão se os alvos perceberem o esquema e deixarem as instalações. O jogo se torna um quebra-cabeça ao dar a possibilidade de esperar os alvos se isolarem, de modo que outros NPCs não sejam alertadas pela sua morte. O jogador também pode experimentar métodos alternativos para matar os alvos, como atirar num vidro em que um está encostando os braços e deixá-lo cair até a morte, ao invés de matá-lo diretamente. Para aumentar o zoom da mira, o jogador tem que fazer um movimento de pinça na tela, e para disparar, apertar o retículo. É necessário ficar concentrado na trajetória da bala, pois os alvos em deslocamento podem escapar devido ao tempo que o projétil leva para acertá-los. Há também um botão com simbolo de pulmão que possibilita atirar em câmera lenta.
Todas as mais de 150 missões se passam em um único cenário, e cada uma delas possuí alvos que o jogador tem que eliminar além de também ter um objetivo secundário para completar, como um abate especial dentro de um prazo, usando um tipo específico de armadilha ou acertando um tiro na cabeça do alvo se movimentando.
À medida que o jogo avança, o jogador pode desbloquear novas armas e habilidades após concluir várias atividades, como acumular pontos ao matar alvos com sucesso e ter uma classificação no placar de líderes. Também é possível comprar a moeda do jogo através de microtransações para pular o progresso e desbloquear automaticamente armas mais poderosas.

## Desenvolvimento
Hitman: Sniper é uma extensão do minigame promocional Sniper Challenge do jogo Hitman: Absolution de 2012.
Hitman: Sniper recebeu algumas atualizações depois de seu lançamento. Em junho de 2016, uma atualização gratuita chamada Death Valley Challenge Mode adicionou um modo zumbi ao jogo, neste modo, o jogador tem que defender um humano contra zumbis enquanto tenta consertar seu carro.

## Recepção
O jogo recebeu críticas em geral positivas de acordo com o Metacritic. GameZebo nomeou o título como um dos melhores jogos para celular lançados em junho de 2015. Os revisores elogiaram a inteligência e o minimalismo dos quebra-cabeças, mas desejavam mais variedade de cenários. Eles disseram que se familiarizaram com os NPCs depois de memorizarem as rotas de cada um.
O revisor do GameZebo elogiou o som do jogo e como ele foi usado para induzir o jogador a encontrar soluções de quebra-cabeças. Já o do TouchArcade elogiou como a escassa história do jogo se desenrolou ao ver os alvos passarem o tempo no complexo e também observou que sua suspensão de descrença foi interrompida quando os personagens voltaram a festejar depois de reagir a um tiro. O Pocket Gamer escreveu que o jogo não alcançava as alturas da furtividade da série em esconder corpos. Apesar da Square Enix Montréal ser mais conhecida por sua série Go, Hitman: Sniper foi o maior gerador de receita da empresa e ajudou a financiar o desenvolvimento dos jogos dessa série Go.

## Sequência
Uma sequência foi desenvolvida pela Square Enix Montreal entitulada Hitman Sniper: The Shadows lançada em 3 de março de 2022. Oferece novos locais e vários personagens jogáveis. Recebeu elogios da sites como Multiplayer.it e Pocket Tactics. O game foi desligado em 4 de Janeiro de 2023.